# Cherry Grove (Oregon)
Cherry Grove az Amerikai Egyesült Államok Oregon államának Washington megyéjében, a Tualatin folyó északi partján elhelyezkedő statisztikai település. A 2020. évi népszámláláskor 503 lakosa volt.

## Története
August Lovegren svéd bevándorló alapította 1911-ben, aki korábban Washington államban fűrésztelepet üzemeltetett. A környék gyümölcsösei miatt a települést Appletonnak nevezte volna el, azonban ilyen nevű helység már volt, így unokatestvére javaslatára a Minnesota állambeli Cherry Grove lett a névadó.
1911 szeptemberében fűrészüzemének vízmelegítőjével áramot állított elő, 1913-ban pedig gátat épített. Az 1914. januári áradásban mindkettő megsemmisült, így a Portland General Electric 1935-ös munkálataiig a település áram nélkül maradt.
A posta 1912 és 1959 között működött.

## Fordítás
- Ez a szócikk részben vagy egészben  a   Cherry Grove, Oregon című angol Wikipédia-szócikk ezen változatának fordításán alapul.  Az eredeti cikk szerkesztőit annak laptörténete sorolja fel. Ez a jelzés csupán a megfogalmazás eredetét és a szerzői jogokat jelzi, nem szolgál a cikkben szereplő információk forrásmegjelöléseként.